# 美柳日紗子
美柳 日紗子（みやぎ ひさこ）は元宝塚歌劇団花組娘役。本名は北村 治子（旧姓：佐々木）。宝塚歌劇団28期生。京都府京都市出身。

## 略歴
叔母の薦めで宝塚歌劇団のテストを受け、見事合格。戦前〜戦中〜戦後と宝塚の舞台に立つ。
退団後、新宿末廣亭の北村一夫と結婚。